# Frognal
Frognal est une zone anglaise située au nord de Londres, dans le borough londonien de Camden.